# Marcus Lange
Markus Jonas Ludvig Lange (født 28. marts 1794 i København, død 4. juni 1860 i Nykøbing Falster[kilde mangler]) var en dansk proprietær og politiker.
Lange var søn af brygger og assistent ved Den Kongelige Grønlandske Handel Hans Chr. Lange. Han blev udlært gartner og fik med anbefaling fra den danske regering arbejde som gartner hos sultanen af Marokko 1818-1821. Han vendte hjem til Danmark med en årlig pension og var gartnersvend i Frederiksberg Have 1824-1827. Han forpagtede hovedgården Ejegod i Nykøbing Falster landdistrikt i 1830 og købte den i 1837 af generalkonsul, direktør for Det Classenske Fideicommis Michael Classen (1758-1835, gift med Anna Elisabeth "Betzy" Treville), hvis datter, Justine Louise Constance Classen Classen (1815-), han ægtede samme år (14. oktober). De fik sønnerne Ludvig Peter Hersleb Michael Classen Lange og Michael Classen Lange i henholdsvis 1841 og 1843.[kilde mangler]
Ved landstingsvalget i 1853 blev Markus Lange opstillet som konservativ kandidat i 5. kreds, hvor det lykkedes ham at fortrænge bondevennen, landstingsmand og gårdejer P.H. Steffensen fra Alstrup på Falster, der kun fik 32 stemmer mod Langes 86. Han sad på tinge indtil valget 20. juni 1855, hvor han trak sig fra politik.
Han er begravet i skoven ved Corselitze.[kilde mangler]